# Dysderocrates egregius
Dysderocrates egregius är en spindelart som först beskrevs av Kulczynski 1897.  Dysderocrates egregius ingår i släktet Dysderocrates och familjen ringögonspindlar. Inga underarter finns listade i Catalogue of Life.